# لوكا كولومبو (دراج)
لوكا كولومبو (بالإيطالية: Luca Colombo)‏ هو دراج إيطالي. شارك في دورة الألعاب الأولمبية الصيفية وفاز بميدالية أولمبية.

## سجل النتائج

### سباقات أو مراحل فاز بها
- بطولة العالم لسباق الدراجات على الطريق

## روابط خارجية
- لوكا كولومبو على موقع أرشيف الدراجات (الإنجليزية)
- لوكا كولومبو على موقع إحصائيات الدراجات الإحترافية (الإنجليزية)
- لوكا كولومبو على موقع CycleBase (الإنجليزية)
- لوكا كولومبو على موقع أوليمبيديا (الإنجليزية)
- لوكا كولومبو على موقع اللجنة الأولمبية الإيطالية (الإيطالية)